# Lazzaro e Giovanbattista Colloredo
Lazzaro e Giovanbattista Colloredo (Genova, 1617 – dopo il 1646) furono due gemelli siamesi italiani che girarono l'Europa nel XVII secolo.

## Biografia

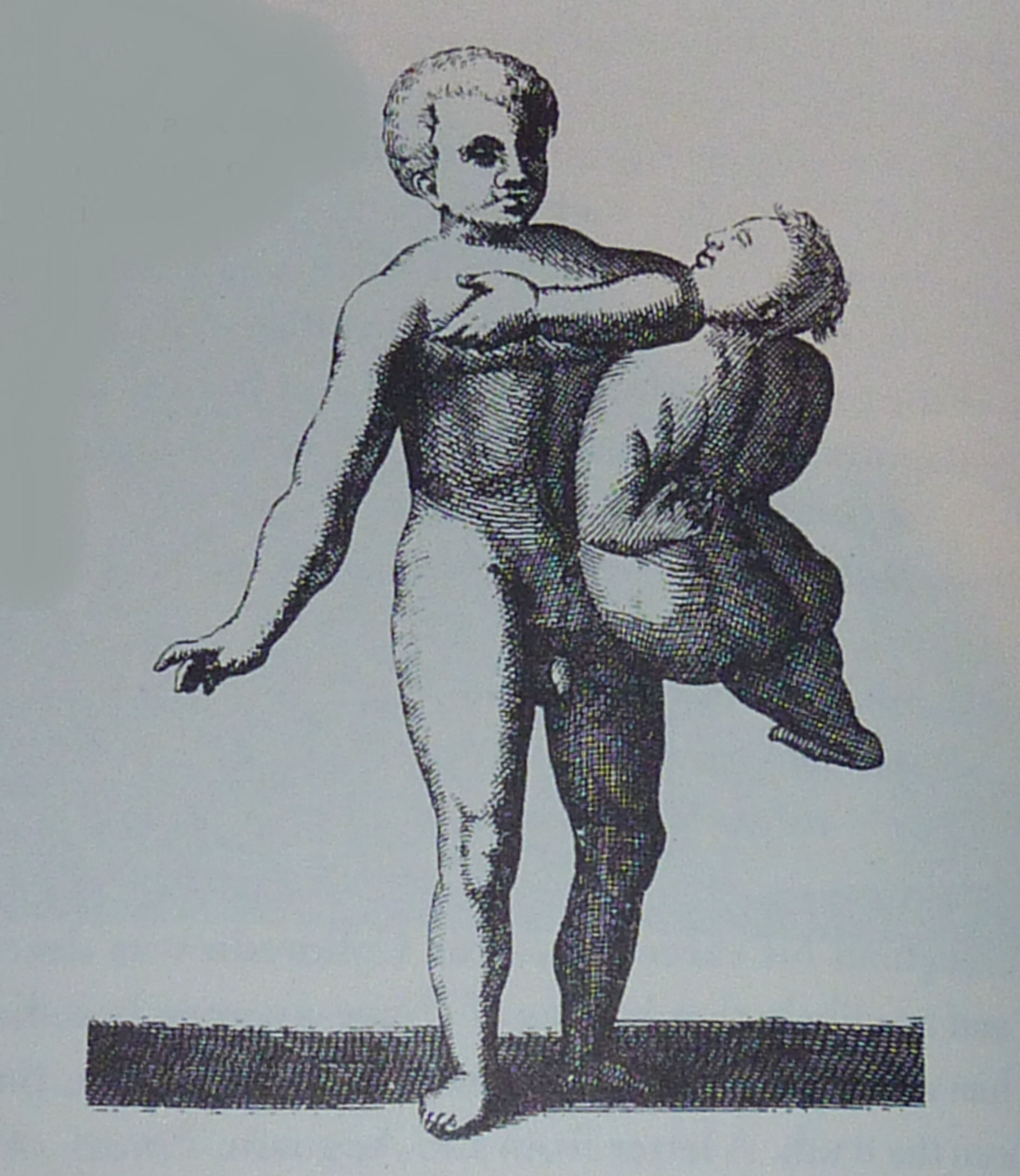
I gemelli Colloredo, ancora bimbi, rappresentati in una stampa dell'epoca

La parte superiore del corpo di Giovanbattista e la sua gamba sinistra sporgevano dal corpo di suo fratello Lazzaro, che invece poteva camminare. Giovanbattista non parlava e teneva gli occhi chiusi e la bocca costantemente aperta. Secondo un successivo resoconto dell'anatomista di Copenaghen, Thomas Bartholin, se qualcuno premeva sul suo petto, muoveva le mani, le orecchie e le labbra. Alcune fonti parlano di Giovanbattista come una «donna», ma questo è scientificamente impossibile.
Per guadagnarsi da vivere, Lazzaro girò l'Europa e visitò quantomeno Basilea e Copenaghen, prima del suo arrivo in Scozia nel 1642 e della sua successiva visita alla corte di Carlo I d'Inghilterra.
I due visitarono anche Danzica e viaggiarono in Germania, Turchia e Italia nel 1646.
Quando Lazzaro non si esibiva, teneva suo fratello coperto con un mantello per evitare attenzioni non necessarie. La data di morte esatta dei due fratelli è sconosciuta.